# Premio Ignotus
Der Premio Ignotus ist der bedeutendste spanische Literaturpreis im Bereich der Phantastik, insbesondere der Science-Fiction- und Fantasyliteratur. Der Preis wird seit 1991 jährlich von der Asociación Española de Fantasía, Ciencia Ficción y Terror (AEFCFT) vergeben. 

## Kategorien
Verliehen wird in den Kategorien:
- Mejor novela (Bester [spanischer] Roman)
- Mejor novela extranjera (Bester ausländischer Roman)
- Mejor novela corta (Beste [spanische] Novelle)
- Mejor cuento (Beste [spanische] Erzählung)
- Mejor cuento extranjero (Beste ausländische Erzählung)
- Mejor antología (Beste Anthologie)
- Mejor libro de ensayo (Bestes essayistisches Werk)
- Mejor artículo (Bester Artikel)
- Mejor ilustración (Beste Illustration)
- Mejor producción audiovisual (Bester Film / bestes Video)
- Mejor tebeo (Bester Comic)
- Mejor obra poética (Bestes poetisches Werk)
- Mejor revista (Beste Zeitschrift)
- Mejor sitio web (Beste Website)

Ausgezeichnet werden können im jeweiligen Vorjahr in einer der spanischen Amtssprachen veröffentlichte Werke. Die Shortlist wird von den Mitgliedern der AEFCFT bestimmt und die Preisträger bei der HispaCon – dem Congreso Nacional de Fantasía y Ciencia Ficción, der nationalen spanischen SF-Convention – gewählt.
Der Name bezieht sich auf Coronel Ignotus, das Pseudonym unter dem der Schriftsteller José de Elola y Gutiérrez (1859–1933) bekannt war.

## Liste der Preisträger

### Mejor novela(Bester [spanischer] Roman)
| Jahr | Autor                               | Titel                                 |
| ---- | ----------------------------------- | ------------------------------------- |
| 1994 | Gabriel Bermúdez Castillo           | Salud mortal                          |
| 1995 | Juan Miguel Aguilera & Javier Redal | El refugio                            |
| 1996 | Rodolfo Martínez                    | La sonrisa del gato                   |
| 1997 | Rodolfo Martínez                    | Tierra de nadie: Jormungand           |
| 1998 | Javier Negrete                      | La mirada de las furias               |
| 1999 | Juan Miguel Aguilera                | La locura de Dios                     |
| 2000 | Rodolfo Martínez                    | El abismo te devuelve la mirada       |
| 2001 | José Antonio Suárez                 | Nuxlum                                |
| 2002 | Gabriel Bermúdez Castillo           | Demonios en el cielo                  |
| 2003 | Carlos F. Castrosín                 | Cinco días antes                      |
| 2004 | Javier Negrete                      | La espada de fuego                    |
| 2005 | Rodolfo Martínez                    | El sueño del rey rojo                 |
| 2006 | Eduardo Vaquerizo                   | Danza de tinieblas                    |
| 2007 | Rafael Marín Trechera               | Juglar                                |
| 2008 | Javier Negrete                      | Alejandro Magno y las águilas de Roma |
| 2009 | David Jasso                         | Día de perros                         |
| 2010 | Eduardo Vaquerizo                   | La última noche de Hipatia            |
| 2011 | Víctor Conde                        | Crónicas del multiverso               |
| 2012 | Rodolfo Martínez                    | Fieramente humano                     |
| 2013 | Félix J. Palma                      | El mapa del cielo                     |
| 2014 | Eduardo Vaquerizo                   | Memoria de tinieblas                  |
| 2015 | Félix J. Palma                      | El mapa del caos                      |
| 2016 | Guillem López                       | Challenger                            |
| 2017 | Guillem López                       | La polilla en la casa del humo        |
| 2018 | Jesús Cañadas                       | Las tres muertes de Fermín Salvochea  |
| 2019 | Cristina Jurado                     | Bionautas                             |
| 2020 | Diana P. Morales                    | Voces en la ribera del mundo          |

### Mejor novela extranjera(Bester ausländischer Roman)
| Jahr | Autor                | Spanischer Titel                             | Originaltitel                           |
| ---- | -------------------- | -------------------------------------------- | --------------------------------------- |
| 1991 | Dan Simmons          | Hyperion                                     | Hyperion                                |
| 1992 | Tim Powers           | La fuerza de su mirada                       | The Stress of Her Regard                |
| 1994 | Hal Clement          | Misión de gravedad                           | Mission of Gravity                      |
| 1995 | Connie Willis        | El libro del día del Juicio Final            | Doomsday Book                           |
| 1996 | Greg Bear            | Marte se mueve                               | Moving Mars                             |
| 1997 | Kim Stanley Robinson | Marte rojo                                   | Red Mars                                |
| 1998 | Kim Stanley Robinson | Marte verde                                  | Green Mars                              |
| 1999 | Joe Haldeman         | Paz interminable                             | Forever Peace                           |
| 2000 | Connie Willis        | Por no mencionar al perro                    | To Say Nothing of the Dog               |
| 2001 | Neal Stephenson      | Snow Crash                                   | Snow Crash                              |
| 2002 | China Miéville       | La estación de la calle Perdido              | Perdido Street Station                  |
| 2003 | George R. R. Martin  | Juego de tronos                              | A Game of Thrones                       |
| 2004 | George R. R. Martin  | Choque de reyes                              | A Clash of Kings                        |
| 2005 | Andreas Eschbach     | Los tejedores de cabellos                    | Die Haarteppichknüpfer                  |
| 2006 | George R. R. Martin  | Tormenta de espadas                          | A Storm of Swords                       |
| 2007 | Richard Morgan       | Leyes de mercado                             | Market Forces                           |
| 2008 | Cormac McCarthy      | La carretera                                 | The Road                                |
| 2009 | Michael Chabon       | El sindicato de policía yiddish              | The Yiddish Policemen's Union           |
| 2010 | Greg Egan            | Diáspora                                     | Diaspora                                |
| 2011 | Terry Pratchett      | Nación                                       | Nation                                  |
| 2012 | Haruki Murakami      | 1Q84                                         | 1Q84                                    |
| 2012 | Paolo Bacigalupi     | La chica mecánica                            | The Windup Girl                         |
| 2013 | China Miéville       | La ciudad y la ciudad                        | The City & the City                     |
| 2014 | China Miéville       | Embassytown                                  | Embassytown                             |
| 2015 | Andy Weir            | El marciano                                  | The Martian                             |
| 2016 | Catherine Webb       | Las primeras quince vidas de Harry August    | The First Fifteen Lives of Harry August |
| 2017 | Liu Cixin            | El problema de los tres cuerpos              | Sān tǐ                                  |
| 2018 | Kameron Hurley       | Las estrellas son legión                     | The Stars Are Legion                    |
| 2019 | Becky Chambers       | El largo viaje a un pequeño planeta iracundo | The Long Way to a Small, Angry Planet   |
| 2020 | Kameron Hurley       | La brigada de luz                            | The Light Brigade                       |

### Mejor cuento extranjero(Beste ausländische Erzählung)
| Jahr | Autor               | Spanischer Titel                                                           | Originaltitel                            |
| ---- | ------------------- | -------------------------------------------------------------------------- | ---------------------------------------- |
| 1994 | Orson Scott Card    | El juego de Ender                                                          | Ender's Game                             |
| 1995 | Alan Dean Foster    | Nuestra Señora de la Máquina                                               | Our Lady of the Machine                  |
| 1996 | Mike Resnick        | Siete vistas de la garganta Olduvai                                        | Seven Views of Olduvai Gorge             |
| 1997 | Connie Willis       | Incluso la reina                                                           | Even the Queen                           |
| 1998 | Carlos Gardini      | Timbuctú                                                                   | Timbuctú                                 |
| 1999 | Connie Willis       | Por qué el mundo no se acabó el martes pasado                              | Why the World Didn't End Last Tuesday    |
| 2000 | Connie Willis       | Azar                                                                       | Chance                                   |
| 2000 | Connie Willis       | Directos a Portales                                                        | Nonstop to Portales                      |
| 2001 | Robert Silverberg   | Entra un soldado. Después entra otro                                       | Enter a Soldier. Later: Enter Another    |
| 2002 | Mike Resnick        | Las cuarenta y tres dinastías de Antares                                   | The 43 Antarean Dynasties                |
| 2003 | Andrzej Sapkowski   | Los músicos                                                                | Muzykanci                                |
| 2004 | George R. R. Martin | El dragón de hielo                                                         | The Ice Dragon                           |
| 2005 | George R. R. Martin | Camino de dragón                                                           | Path of the Dragon                       |
| 2006 | Mike Resnick        | El sumidero de la memoria                                                  | Down Memory Lane                         |
| 2007 | Greg Egan           | Aprendiendo a ser yo                                                       | Learning to Be Me                        |
| 2008 | Vernor Vinge        | El monstruo de las galletas                                                | The Cookie Monster                       |
| 2009 | J. G. Ballard       | El índice                                                                  | The Index                                |
| 2010 | John Kessel         | El imperio invisible                                                       | The Invisible Empire                     |
| 2011 | Greg Egan           | Luminoso                                                                   | Luminous                                 |
| 2012 | Iain Banks          | Última generación                                                          | The State of the Art                     |
| 2013 | Ken Liu             | El zoo de papel                                                            | The Paper Menagerie                      |
| 2014 | Ken Liu             | El hombre que puso fin a la Historia: documental                           | The Man Who Ended History: A Documentary |
| 2015 | Paolo Bacigalupi    | El jugador                                                                 | The Gambler                              |
| 2016 | Ken Liu             | Algoritmos para el amor                                                    | The Algorithms for Love                  |
| 2017 | Ken Liu             | Acerca de las costumbres de elaboración de libros en determinadas especies | The Bookmaking Habits of Select Species  |
| 2018 | Aliette de Bodard   | Tres tazas de aflicción a la luz de las estrellas                          | Three Cups of Grief, by Starlight        |
| 2019 | Nnedi Okorafor      | Binti                                                                      | Binti                                    |
| 2020 | Martha Wells        | Sistemas críticos                                                          | All Systems Red                          |